# Arche de Causey
L'Arche de Causey est le plus ancien pont au monde construit pour porter des rails. Haut de 20 mètres, il fut bâti en 1727 dans la région de Newcastle par une association de producteurs charbonniers de la région.
Construit sur le chemin de fer de Tanfield, le plus ancien du monde, à l'endroit où il franchit une étroite vallée, c'est le premier ouvrage d'art ferroviaire, édifié en 1727 par Ralph Wood, à une époque où n'existait pas encore de locomotives, mais simplement des wagonnets circulant sur des rails en bois avec l'aide de la traction humaine ou animale.